# Tanjung Pule
Tanjung Pule is een bestuurslaag in het regentschap Ogan Ilir van de provincie Zuid-Sumatra, Indonesië. Tanjung Pule telt 734 inwoners (volkstelling 2010).